# エーティーエルシステムズ
株式会社エーティーエルシステムズ（英: ATL Systems incorporated）は、山梨県甲府市に本社を置き、ソフトウェアの開発・販売を行う日本の企業である。

## 沿革
- 1991年（平成 3年） - 会社設立。
- 1996年（平成 8年） -  株式を店頭特即銘柄として公開。（現在のJASDAQ、4663）
- 2007年（平成19年） -  株式公開買付けにより、日本アジアホールディングズ株式会社の関連会社となる。
- 2008年（平成20年）11月4日 - 日本アジアホールディングズ株式会社を完全子会社化し、日本アジアグループ株式会社に社名変更。会社分割により、株式会社エーティーエルシステムズ設立。
- 2010年（平成22年）4月30日 - マネジメント・バイアウトにより、日本アジアグループから独立。
- 2021年（令和3年）11月22日ｰ本社を山梨県甲府市太田町9-7へ新築移転。
- 2023年（令和5年） - 東京オフィス移転